# 春日井市立尾東中学校
春日井市立尾東中学校（かすがいしりつ びとうちゅうがっこう）は、愛知県春日井市神屋町にある公立中学校。

## 概要
- 児童福祉法第44条による児童自立支援施設に措置された児童が、正規の義務教育を受けるために設置された中学校である。児童自立支援施設の愛知県立愛知学園[1]に学校教育を導入するために設置された。施設は愛知学園内に存在する。春日井市立の中学校であるが、愛知県全域が対象である。
- 愛知学園に在籍する児童のうち、中学生が対象である。児童は原籍校から尾東中学校に転入学し、卒業時には原籍校にもどり卒業することとなる。
- 春日井市立の中学校であるが、対象が一般の生徒とは異なるため、春日井市内の中学校の施設としては記載されていない[2]。

## 沿革
- 2018年（平成30年）4月 - 開校[3][4][5]。